# Travis
Travis és un grup escocès de rock alternatiu i britpop que rep el seu nom del personatge principal de la pel·lícula Paris, Texas, dirigida per Wim Wenders.

## Història

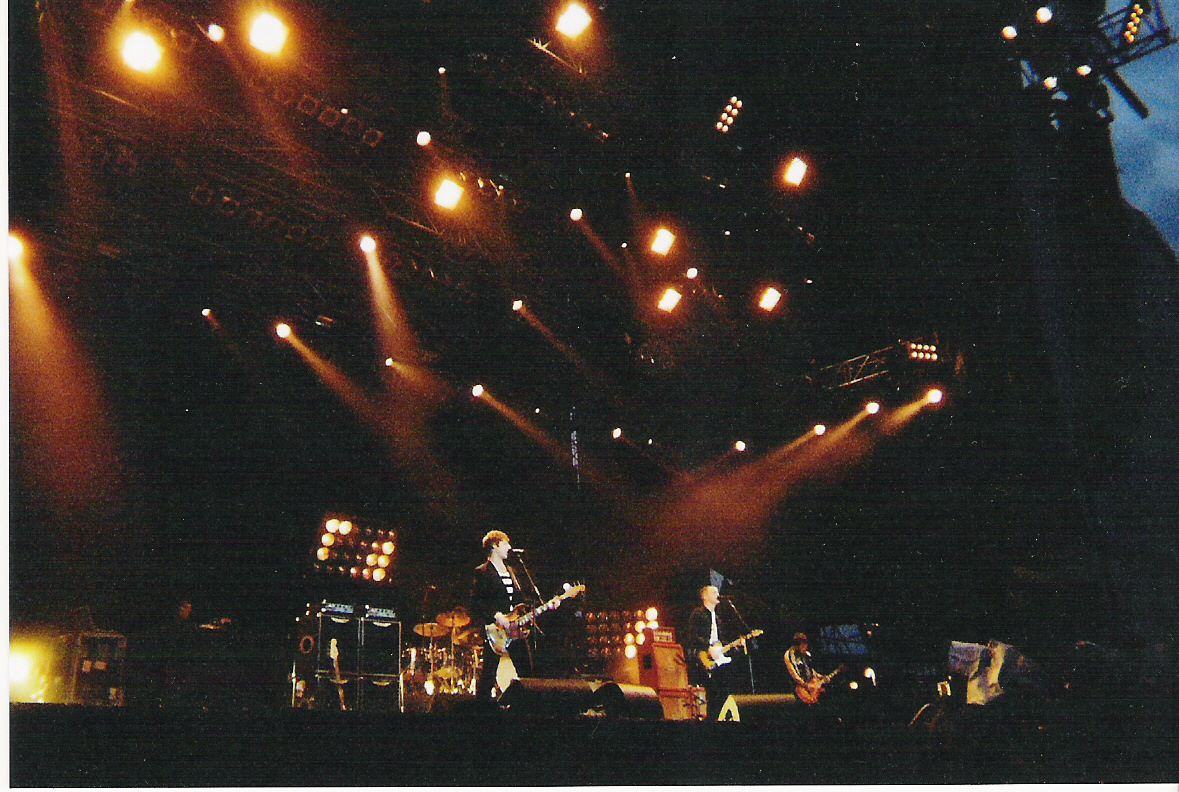
Travis durant un concert a Alemanya el 2007.

Travis han tingut un gran nombre d'èxits al Regne Unit, incloent "Driftwood", "Sing", "Turn", "Side", i la que potser és la favorita entre els seus fans, "Why Does It Always Rain on Me?". Han sigut caps de cartell a festivals als dos costats de l'Atlàntic, especialment l'any 2000, quan a més van tocar una versió de l'èxit de Britney Spears' "Hit Me Baby (One More Time)" al festival de Glastonbury. Aquesta cançó apareix com a cara B del single "Turn", com moltes de les cançons de la banda. De fet, el grup té més cançons com a cares B que als àlbums, fins al punt que habitualment publiquen 2 CDs per single, cadascun amb diferents cares B.
La banda va estar a punt de dissoldre's el 2002, quan el bateria Neil Primrose va sofrir un accident de natació i va estar a punt de morir a causa del dany medul·lar sofert. Des d'aleshores s'ha recuperat completament.
El 2 de juliol de 2005, Travis van actuar al concert Live 8, a Londres. El 6 de juliol, van tocar a Edimburg, al final de Long Walk to Justice.
La banda està actualment treballant amb el productor Nigel Godrich, que ja va treballar a The Man Who i The Invisible Band, Brian Eno, i Mike Hedges en el seu proper àlbum, que ha de ser publicat a 2006. El baixista Dougie Payne va revelar més informació sobre l'àlbum a la seua web oficial. Travis s'ha unit a la vocalista KT Tunstall pel seu proper àlbum: "Vam conèixer a Tunstall a un dels concerts que vam fer per sales petites durant la presentació de Singles: el de The Cavern a Liverpool. Ens sentim molt afortunats que estiguera d'acord a venir i ajudar-nos." Payne també va dir que tenen suficient material per a publicar un doble àlbum si ho desitgen: "Tenim unes 20 cançons gravades. Sona com si tinguéssim gravat material per a dos àlbums".

## Discografia

### Àlbums
1. Good Feeling (1997) #9 Regne Unit
2. The Man Who (1999) #1 Regne Unit, #135 EUA
3. The Invisible Band (2001) #1 Regne Unit, #39 EUA
4. 12 Memories (2003) #3 Regne Unit, #41 EUA
5. The Boy With No Name (2007) #4 Regne Unit, #58 EUA
6. Ode To J. Smith (2008) #20 Regne Unit, 122# EUA
7. Where You Stand (2013)
8. Everything at Once (2016)
9. 10 Songs (2020)

### Recopilatoris i EPs
- More Than Us EP (1998)
- Singles (2004) #4 Regne Unit

### Senzills
- de Good Feeling
  - 1996 "All I Want to Do Is Rock"
  - 1997 "U16 Girls" #40
  - 1997 "All I Want to Do Is Rock" #39 (reedició)
  - 1997 "Tied to the 90's" #30
  - 1997 "Happy" #38
- de The Man Who
  - 1999 "Writing to Reach You" #14
  - 1999 "Driftwood" #13
  - 1999 "Why Does It Always Rain On Me?" #10
  - 1999 "Turn" #8
- single no provinent de cap àlbum
  - 2000 "Coming Around" #5
- de The Invisible Band
  - 2001 "Sing" #3
  - 2001 "Side" #14
  - 2001 "Flowers in the Window" #18
- de 12 Memories
  - 2003 "Re-Offender" #7
  - 2004 "The Beautiful Occupation" #46
  - 2004 "Love Will Come Through" #28
- de Singles
  - 2004 "Walking in the Sun" #20
- de The Boy With No Name
  - 2007 "Closer" #10
  - 2007 "Selfish Jean" #30
  - 2007 "My Eyes" #60
- de Ode To J. Smith
  - 2008 "J. Smith (EP)" #115
  - 2008 "Something Anything" #113
  - 2009 "Song To Self"
- de Where You Stand
  - 2013 "Where You Stand"
  - 2013 "Moving"
  - 2013 "Mother"
- de Everything at Once
  - 2015 "Everything at Once"
  - 2016 "3 Miles High"
  - 2016 "Magnificent Time"
- Single no provinent de cap album
  - 2016 "Nothing Ever Changes"

### Video/DVD
- More Than Us (2002). La producció inclou el concert complet Gig On The Green, a la seua ciutat natal, Glasgow, el 26 d'agost de 2001, i un diari de la banda de gira.

- Travis At The Palace (2003). El grup en directe davant de 8000 persones, a l'Alexandra Palace de Londres, el 20 de desembre de 2003.

- Singles (2004). Conté tots els videos promocionals (un total de 17) en ordre cronològic, i vídeos d'actuacions en directe incloent-hi "Why Does It Always Rain On Me?" al concert de la banda a Glastonbury a 2000 i la seua versió de "Baby One More Time" del programa de la VH1 Storytellers.